# Jane Shackletonová

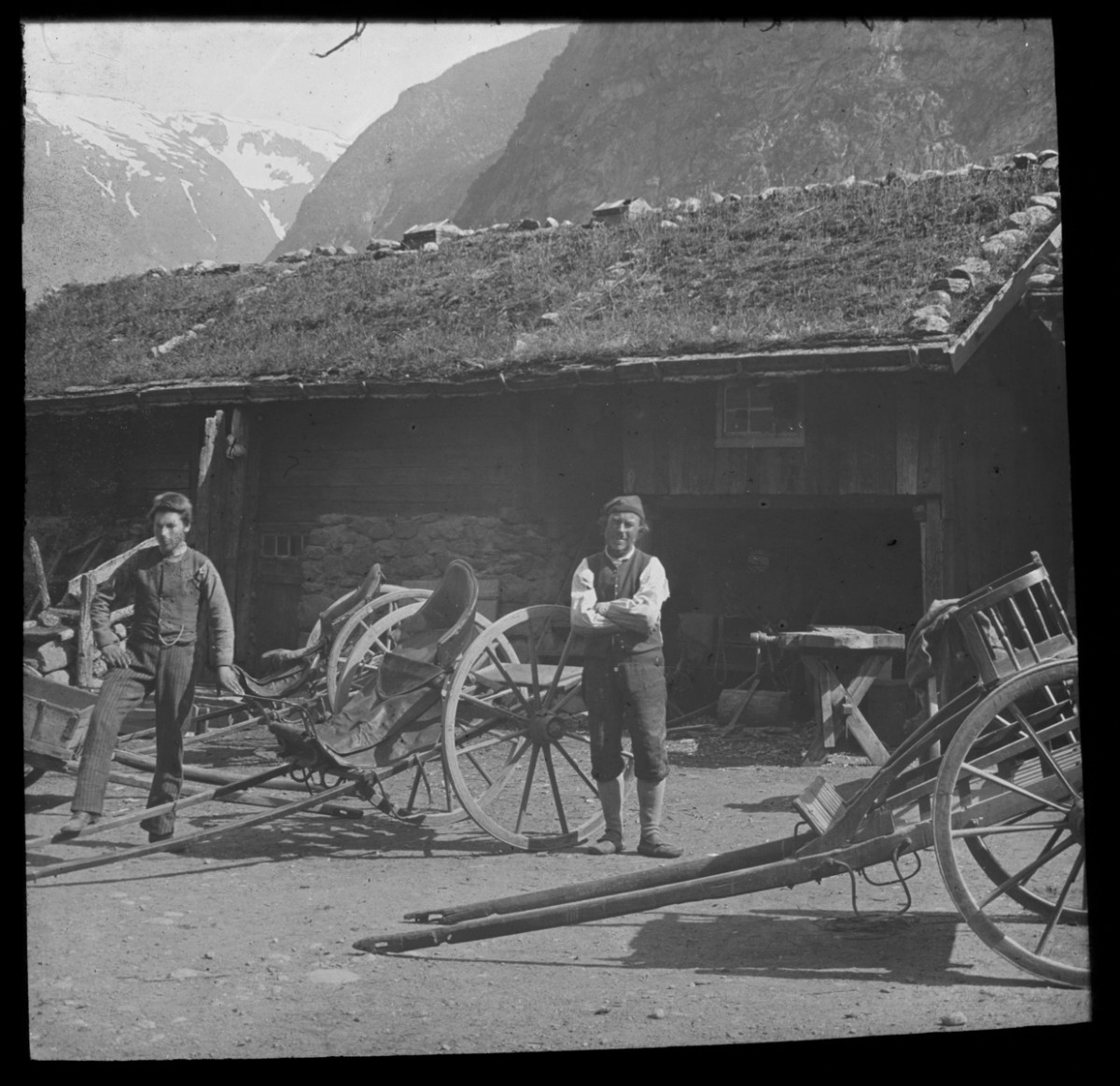
Jedna z fotografií Jane Shackletonové

Jane Shackletonová (nepřechýleně Jane Shackleton; 30. ledna 1843 Dublin – 5. dubna 1909 Lucan) byla průkopnická irská fotografka. Pořizovala pro danou dobu atypické fotografie se zaměřením na fotožurnalistický přístup k zobrazovaným objektům, dokumentující vývoj Irska během období industrializace.

## Životopis
Jane Wigham Edmundsonová se narodila 30. ledna 1843 v irském Dublinu Mary (roz. Wighamová) a Joshuovi Edmundsonovi. Její rodiče byli anglo-irští občané. Joshua Edmundson vlastnil a provozoval obchod pro domácí kutily, který poskytoval řadu služeb od železářství po nábytek, jakož i plynové osvětlení a kanalizaci.Jeho předkem byl cromwellovský voják William Edmundson, který v Irsku založil kvakerismus. Mary, původem z Edinburghu, byla dcerou Johna Wighama a stala se jedinou oporou svých pěti dětí, když Joshua v roce 1848 zemřel. Mary Edmundsonová si udržela firmu a naučila své děti být nezávislými. Dne 6. března 1866 se Jane Edmundsonová provdala za Josepha Fishera Shackletona, bratrance polárního badatele Ernesta Shackletona. Rodina jejího manžela provozovala mlýny v Midlands, což podnítilo zájem Shackletona o průmyslový rozvoj a architekturu.

## Kariéra
Shackletonovi bydleli v domě Anny Liffeyové na dublinském předměstí Lucan. Dům byl bohatě vybaven moderními vymoženostmi, krbem a výhledem na vodu a sousedil s rodinným sídlem Shackleton Mills. Postavena v pozdně georgiánském stylu kolem roku 1815 vychovala své děti Williama (narozeného 26. května 1867), Mary (narozenou 4. března 1870) a Chrissie na panství.
V polovině 80. let 19. století se Shackletonová začala zajímat o fotografii a začala jako amatérská fotografka, která pořizovala portréty členů své rodiny. Od začátku vyvolávala vlastní filmy, mezi roky 1880 až 1890 pořídila přes 1000 fotografií.
Mnohé z jejích snímků odrážely její zájem o industrializaci, včetně fotografií průmyslové architektury a vodních cest. Také se intenzivně zajímala o Aranské ostrovy a pořídila mnoho záběrů s lidmi z dělnické třídy a kulturou na ostrovech. Většina fotografů její doby pořizovala snímky romantického prostředí v naději, že zachytí krásu svého okolí, ale Shackletonová použila více dokumentární přístup, podobný moderním fotoreportérům, a vytvořila snímky, které odrážely každodenní realitu života. Mezi jejími náměty byly kombajny, železnice a kamenné domky, když se snažila zachytit obrazy transformace Irska ze zemědělské společnosti na městský, industrializovaný národ.
Autorčiny fotografie lidí zachycovaly dřinu lidí z dělnické třídy, ukazovaly jejich chudobu a nedostatek přiměřené obuvi a také zchátralé bydlení, kde žili. Zatímco jiné obrázky, jako například fotografie dílny z roku 1903, zachytily O'Conor Boathouse na ostrově v Lough Allen. Její černobílé snímky byly obvykle upřímné záběry a nikoli pózované portréty. Shackeltonová cestovala po vodních cestách Irska na palubě své motorové lodi The Pearl plavila se po řece Shannon a podnikla devět výletů na Aranské ostrovy, včetně Inis Mór a Inis Meáin v letech 1891 až 1906. Rodinné výlety často zahrnovaly kempování a pikniky ve Wicklow Mountains.
Od roku 1889 Shackletonová pořádala přednášky a své projevy ilustrovala diapozitivy laterna magica, které vypracovala. V roce 1892 byla zvolena členkou Královské společnosti pro starožitnosti Irska a podnikla s touto společností četné exkurze, dokumentující irské památky a historická místa. V roce 1895 cestovala s Královskou společností na ostrovy Inishkea v hrabství Mayo a jindy navštívila Inishmurray v hrabství Sligo a ostrov Clare v hrabství Mayo a své cesty dokumentovala fotografiemi.

## Smrt a dědictví
Shackletonová zemřela 5. dubna 1909 ve svém domě v Lucanu. V roce 2002 zakoupila Fingal County Council nemovitost Anna Liffey House a Shackleton Mills, která až do roku 1998 pokračovala v provozu jako mlýn na mouku. Budovy jsou uvedeny v Národním soupisu architektonického dědictví jako významné architektonické stavby, protože mají dopad na ekologický, sociální a technologický rozvoj Irska. V roce 2012 vydal Collins Press Jane W Shackleton's Ireland, sbírku Shackletonových fotografií sestavenou Christiaanem Corlettem, archeologem z National Monuments Service specializujícím se na irskou kulturu.
V roce 2013 představila veřejná knihovna Mountmellick v hrabství Laois sbírku Shackletonových fotografií s tím, že její archivy obsahují jednu z největších sbírek fotografií pro ženu z Irska. Jonathan Shackleton, pravnuk Jane Shackletonové a člen Královské geografické společnosti v Londýně, přednáší o významu archivu pro zachování kulturního rozvoje Irska.

## Galerie

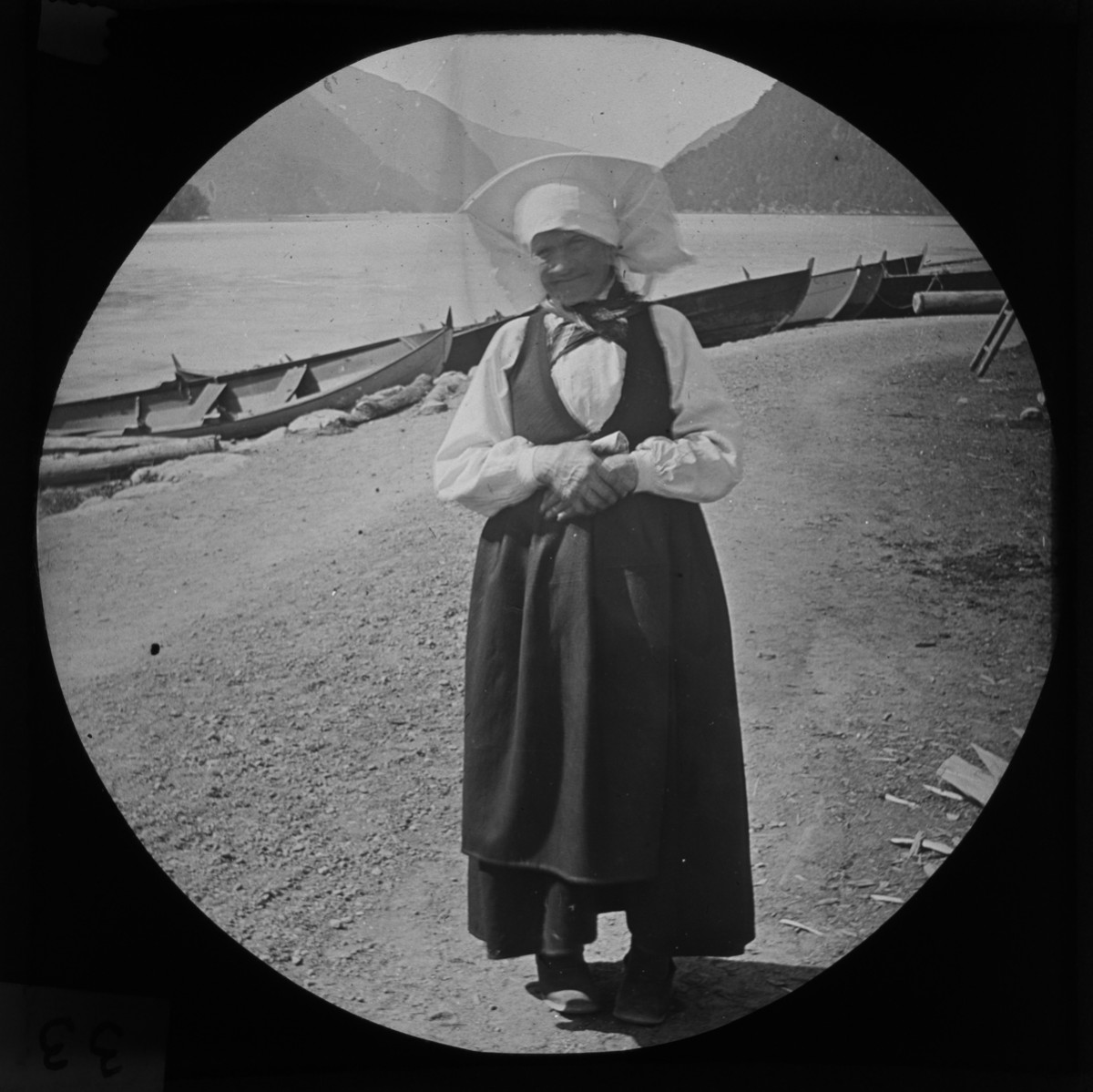
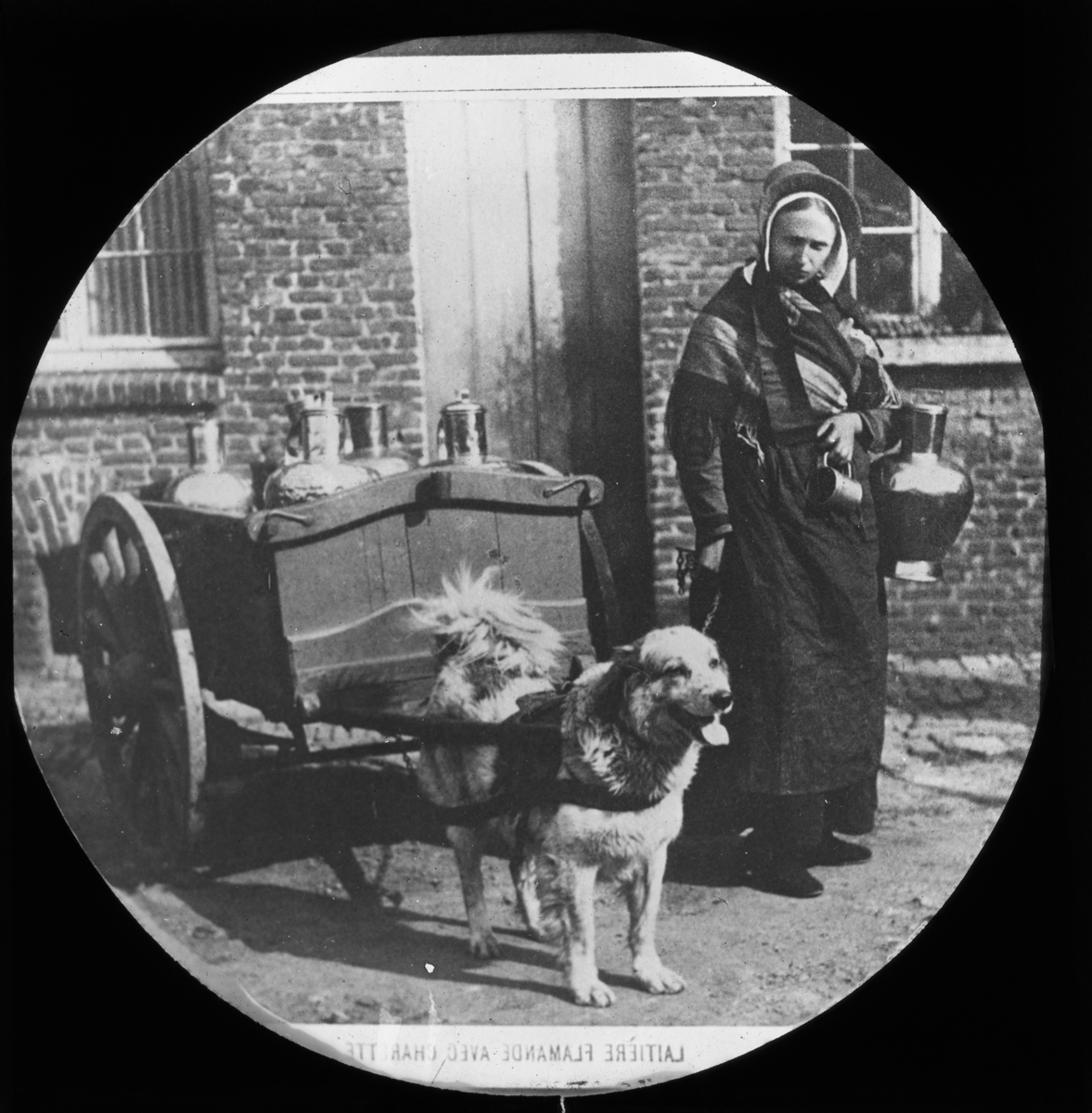
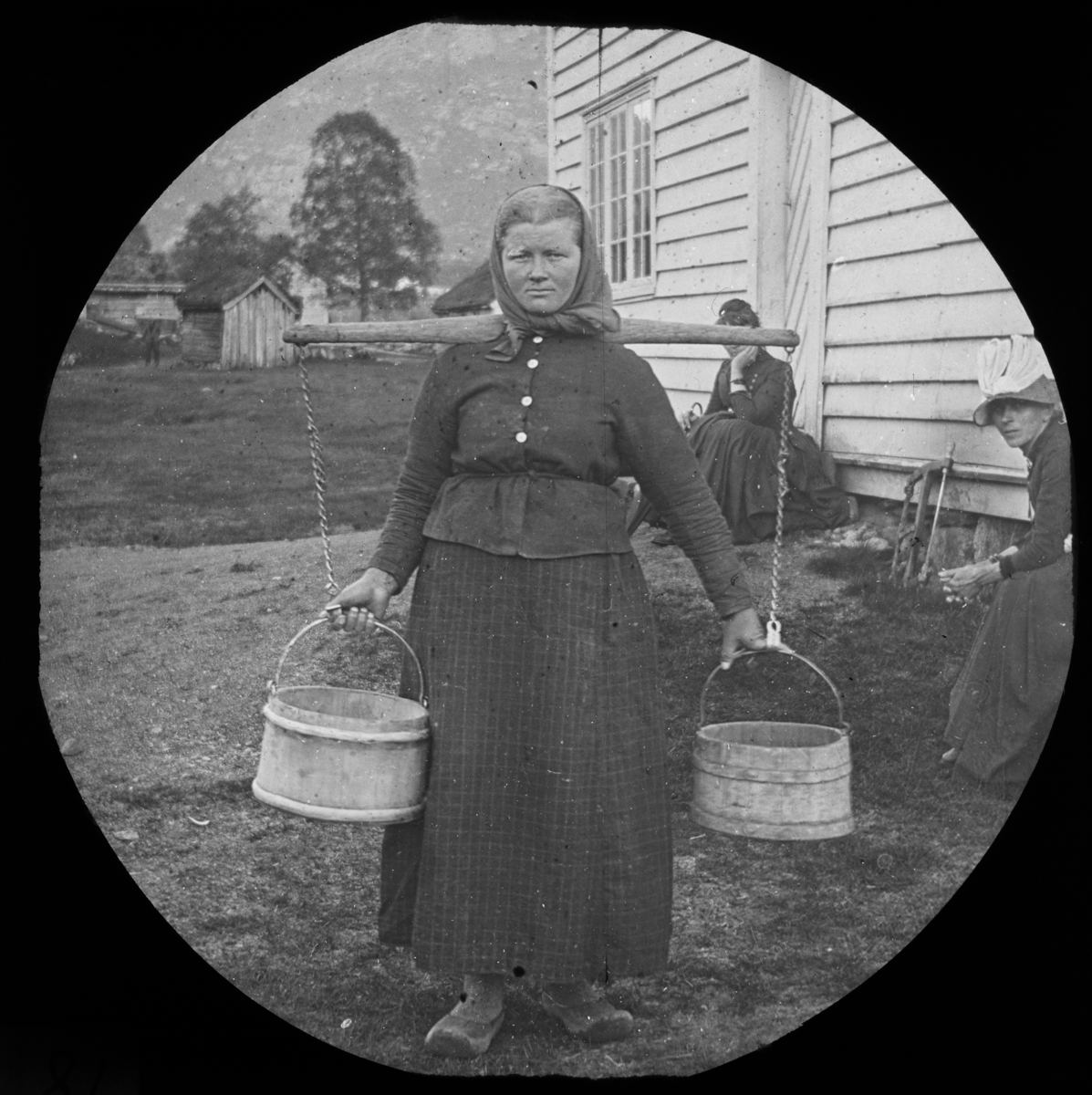
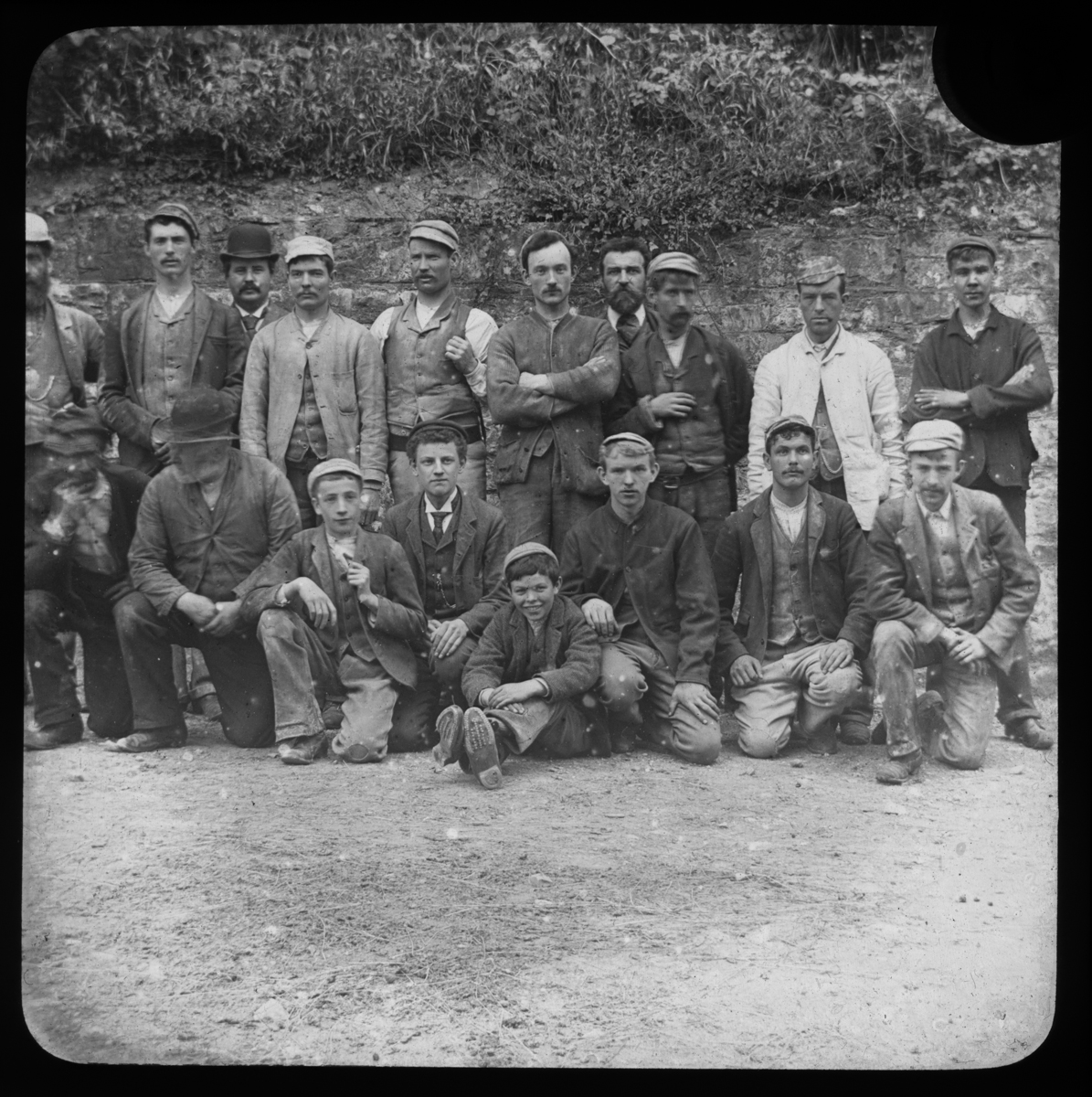
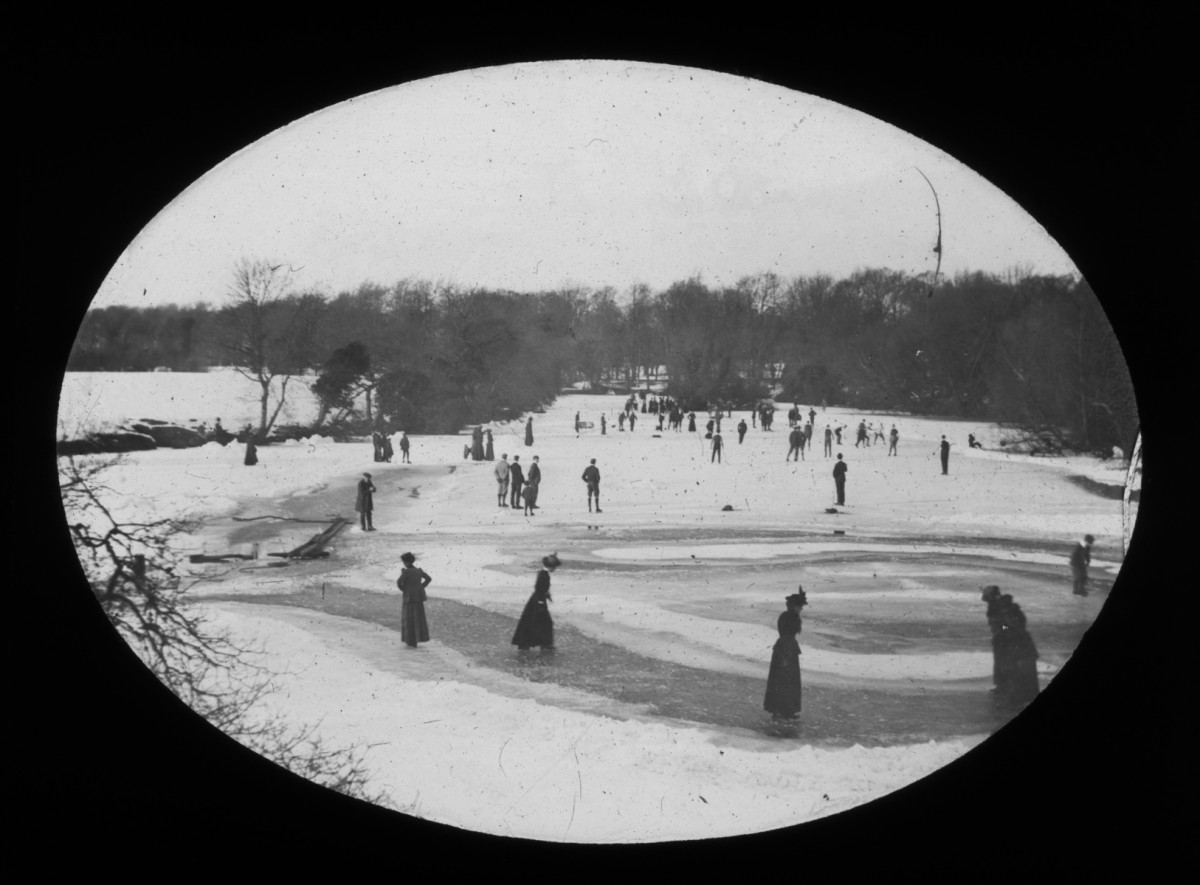
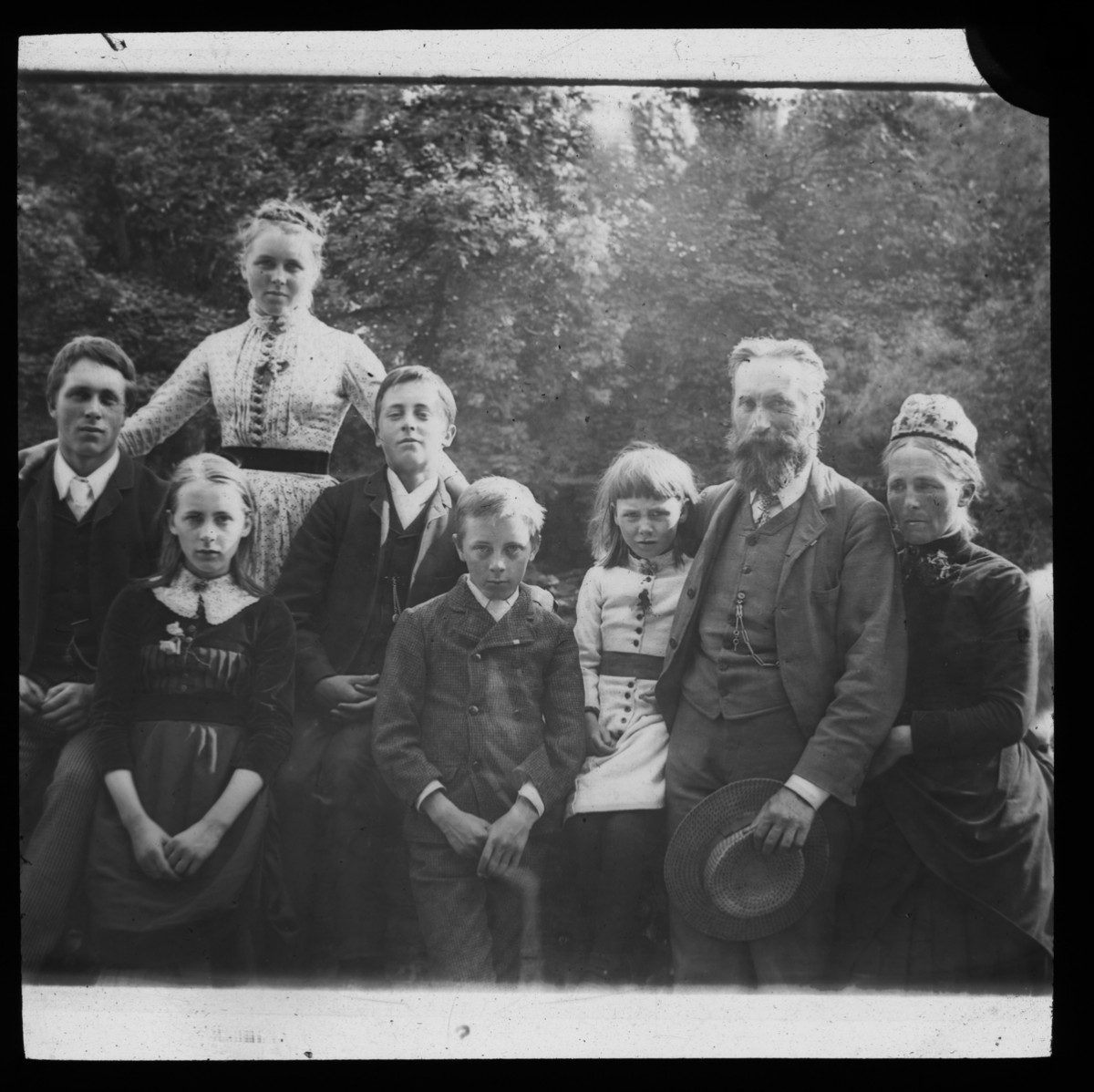
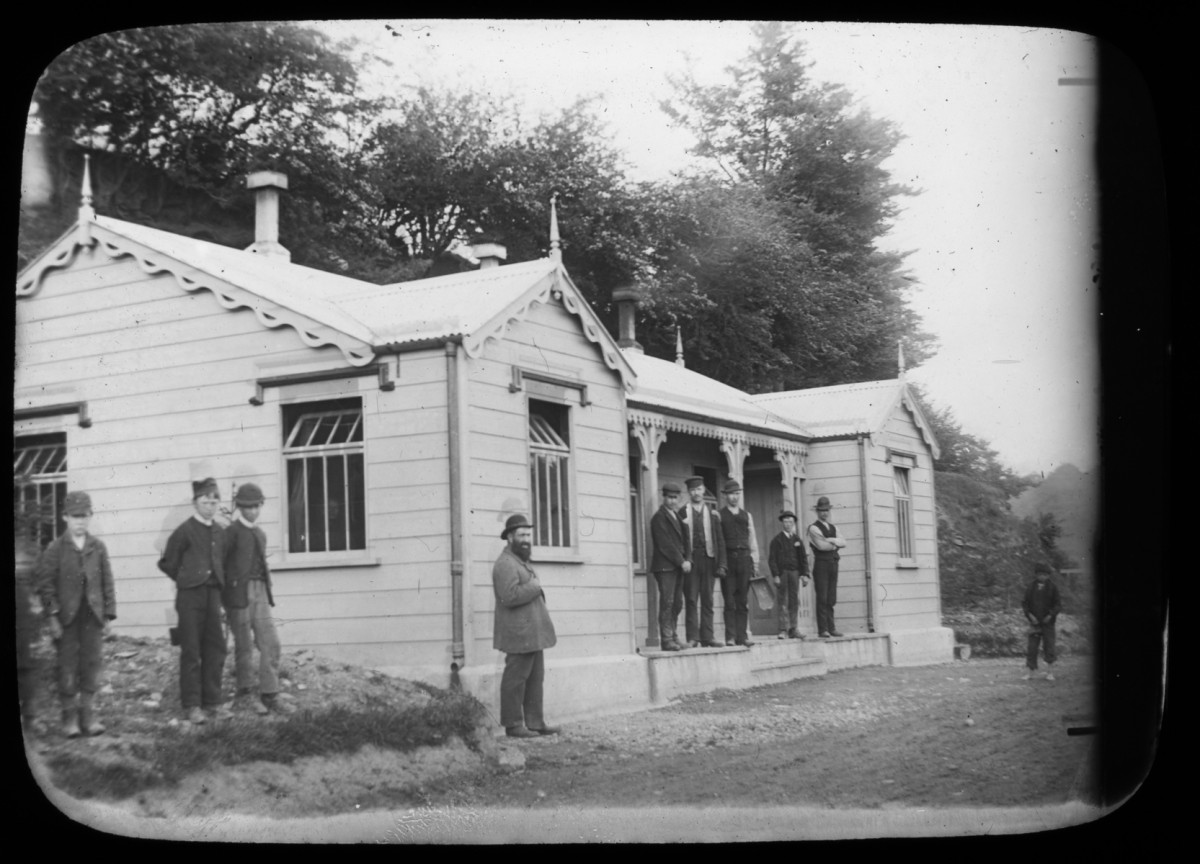
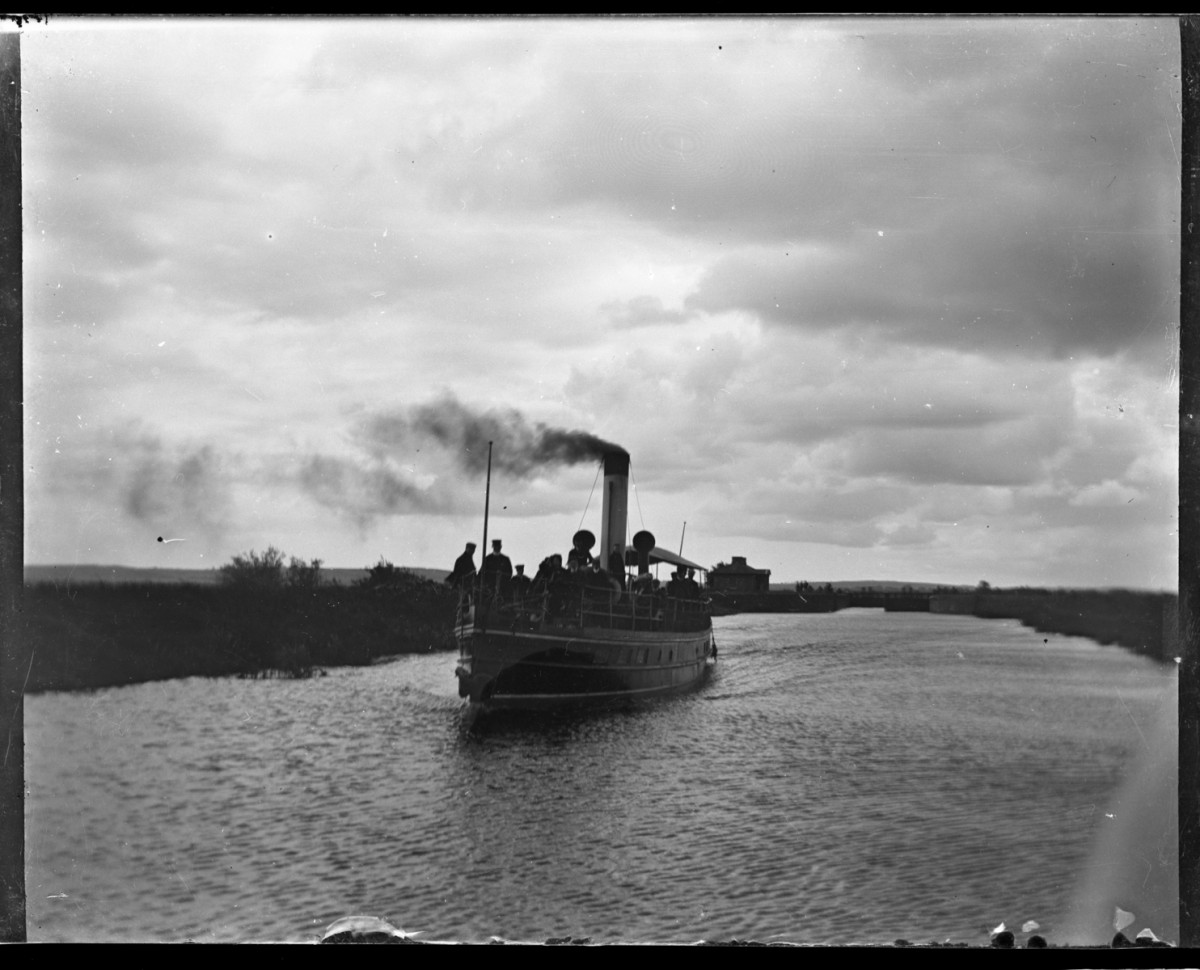
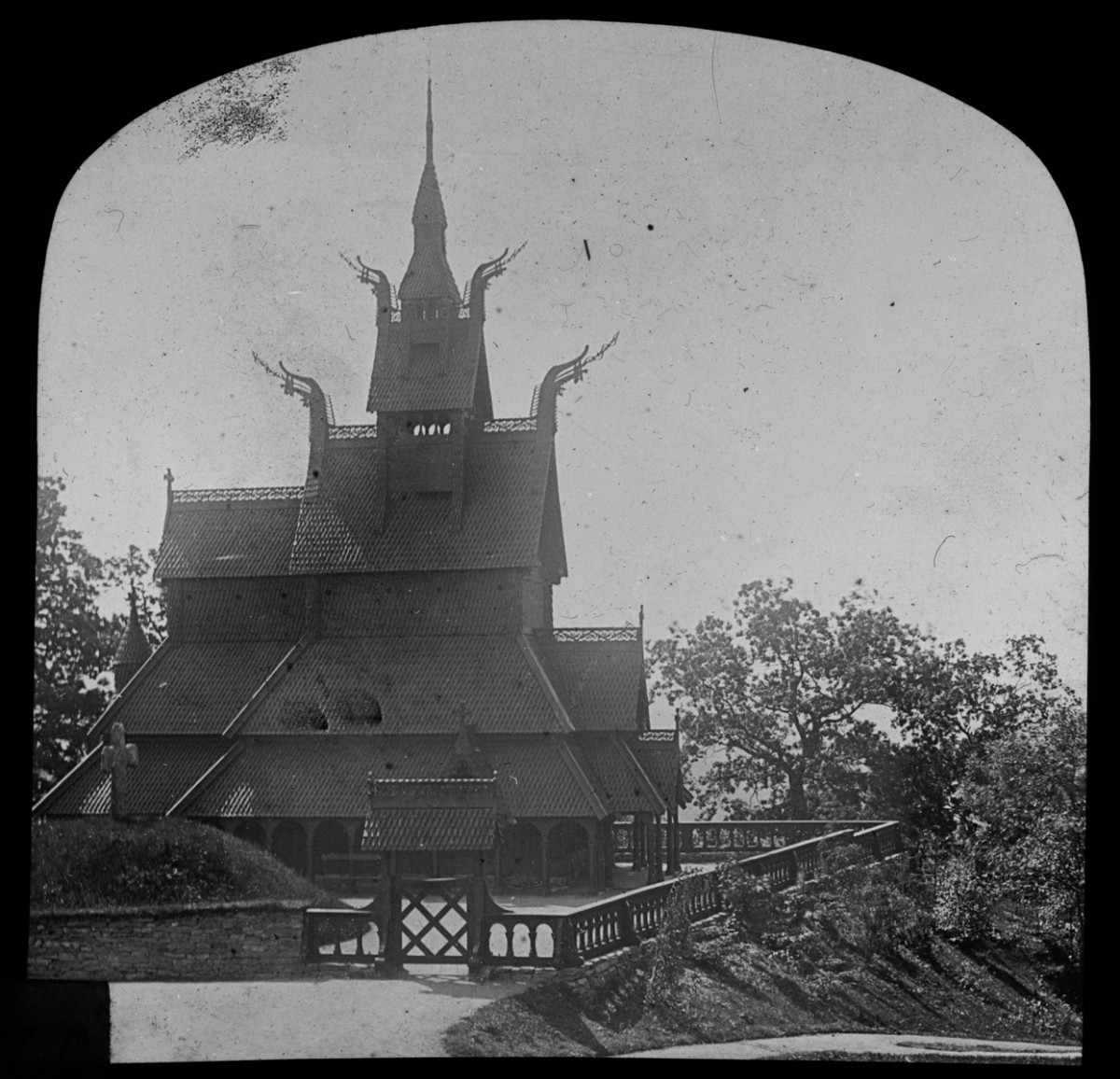
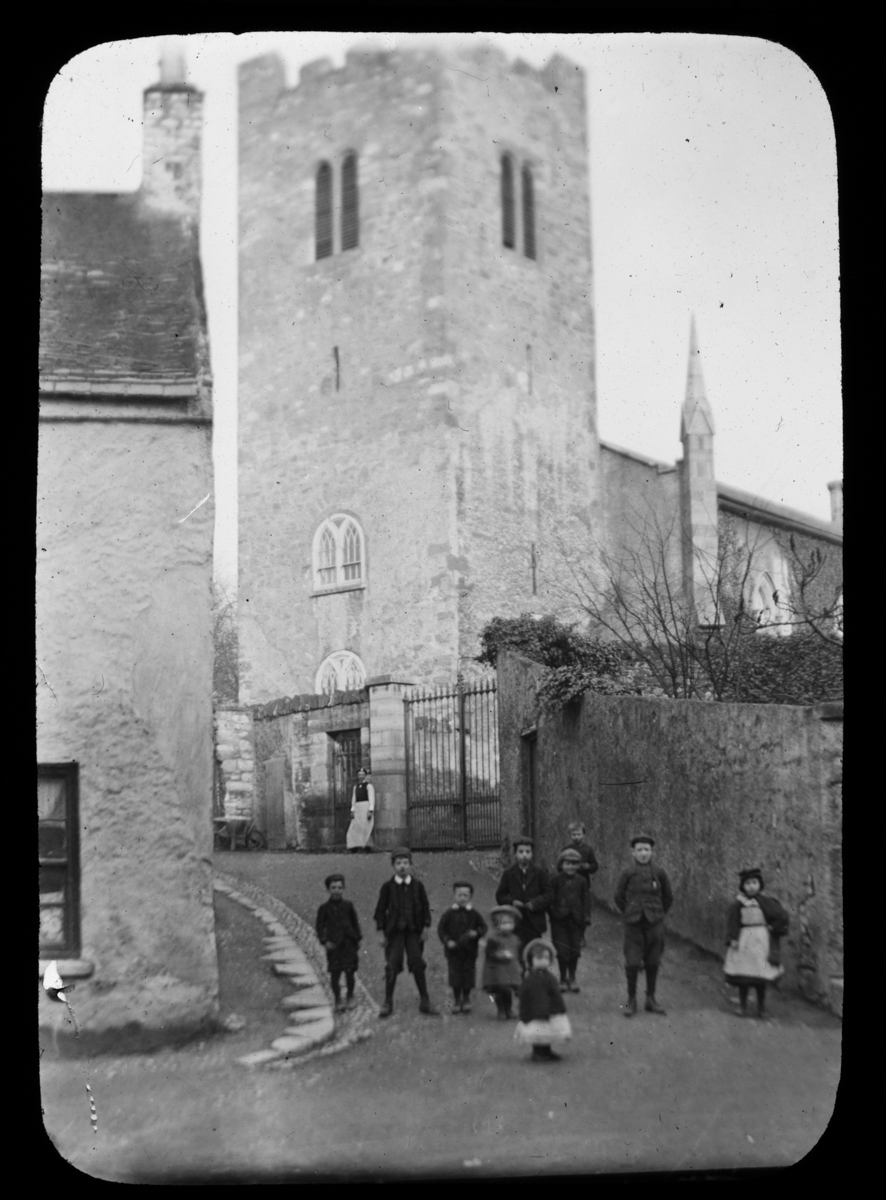
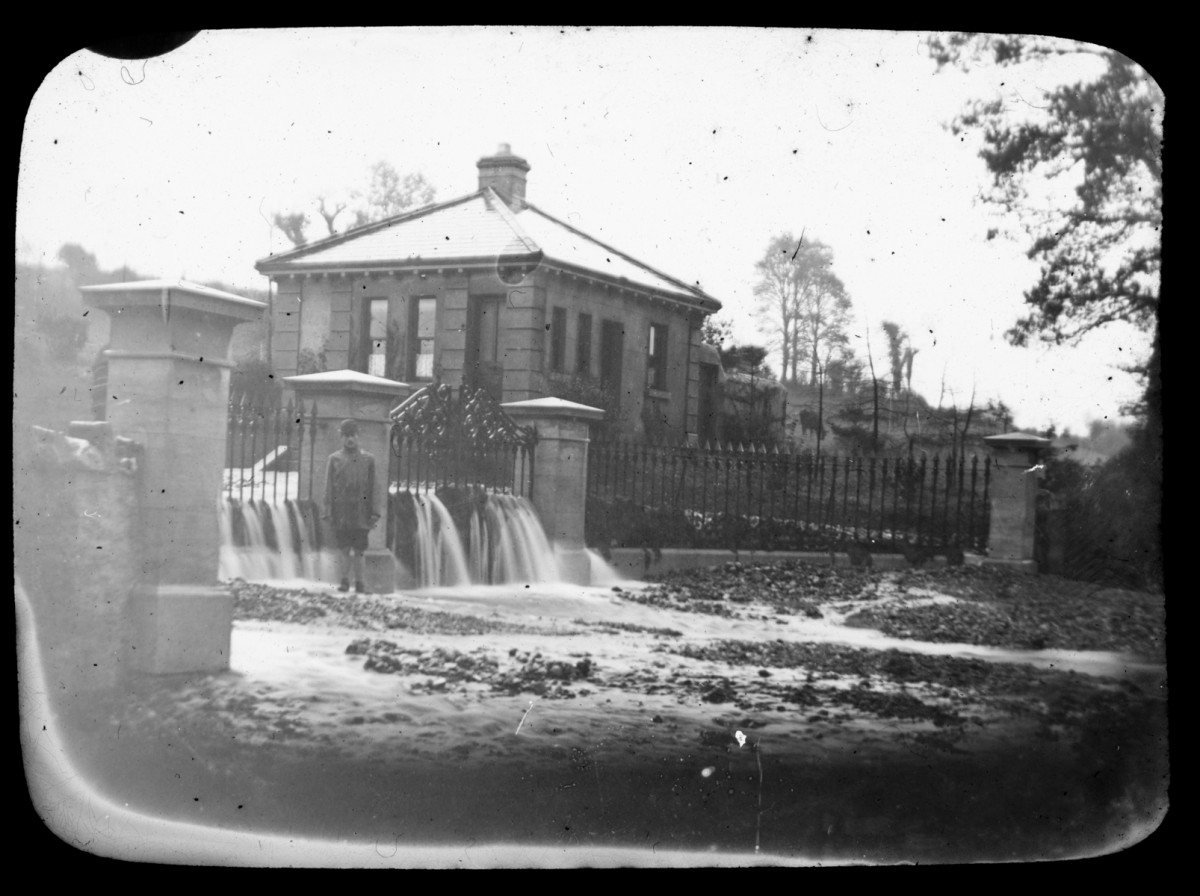
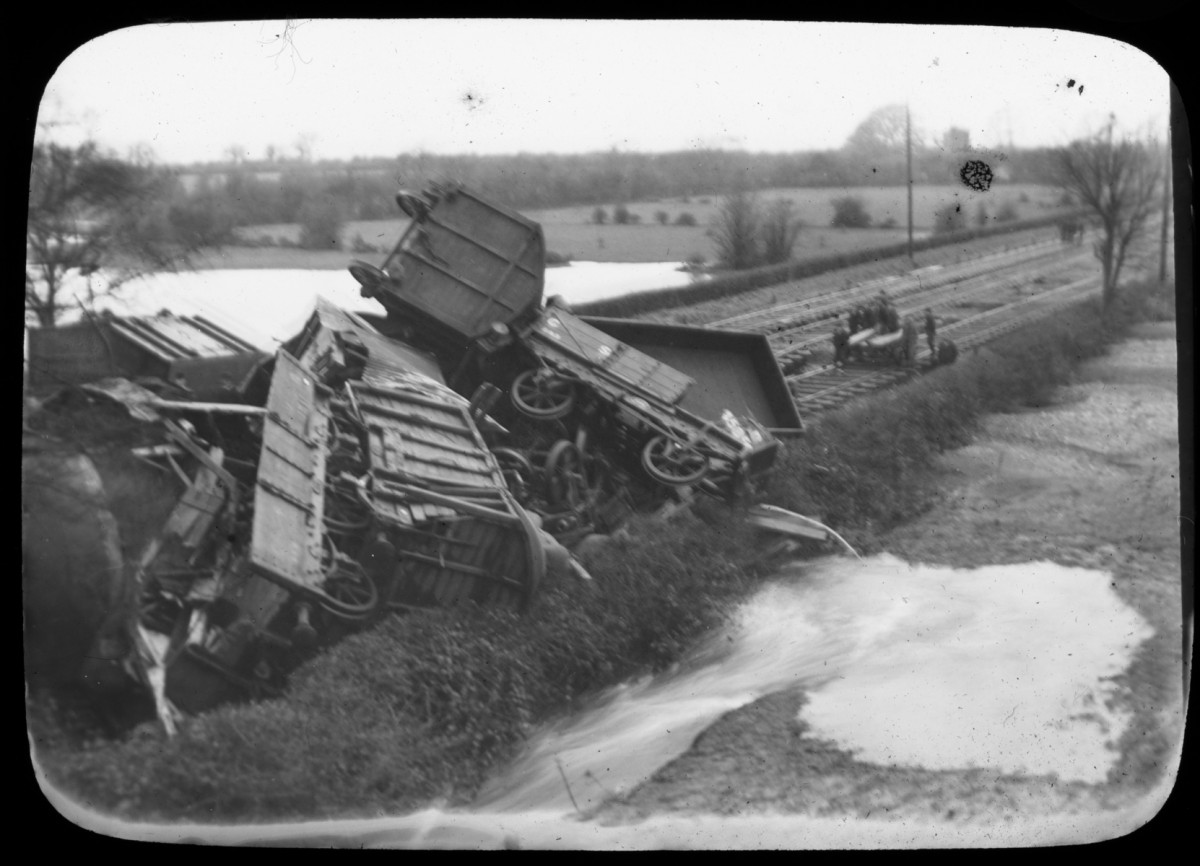